# Maria Maddalena Martinengo
Maria Maddalena Martinengo (5 de outubro de 1687 - 27 de julho de 1737), nascida Margherita Martinengo, era uma freira professa católica romana italiana da ordem das Freiras Clarissas Capuchinhas.
Martinengo devotou sua vida como religiosa professa ao desempenho de pequenas, mas humildes, tarefas em seu tempo como freira Clarissa Pobre e foi conhecida por sua vida de discernimento espiritual e devoção a Deus acima de tudo.
O Papa Leão XIII beatificou Martinengo em 3 de junho de 1900.

## Vida
Margherita Martinengo nasceu em 5 de outubro de 1687 em Brescia em uma família nobre no Palácio Ducal Martinengo filho de Francesco Leopoldo Martinengo e Margherita Secchi d'Aragona; seus irmãos eram Nestore e Gianfrancesco. Seu tio paterno era Giambattista. Sua mãe morreu cinco meses após seu nascimento em 1688. Ela foi batizada logo após o nascimento, pois havia medo de que ela morresse. As cerimônias de batismo para ela foram celebradas em 21 de agosto de 1691 no batismo de sua meia-irmã Cecilia, nascida do segundo casamento de seu pai com Elena Palazzi.
Quando criança, ela foi percebida como uma menina inteligente e recebeu uma educação estruturada e abrangente baseada nos estudos cívicos e religiosos. Aos seis anos, ela foi confiada às ursulinas para educação adicional. Sua professora Isabella Marazzi a instruiu nas práticas devocionais adequadas a Deus e Marazzi foi um papel formador na educação religiosa de Martinengo. Martinengo era uma leitora ávida e fazia pleno uso da literatura latina que seu pai possuía.
Em uma ocasião, durante sua infância, ela estava em uma carruagem onde corriam seis cavalos e ela caiu. Ela teria sido esmagada e atropelada por outras carruagens se não houvesse o que ela descreveu como um toque invisível que pareceu salvar sua vida.
Em 11 de outubro de 1689 ingressou no internato conventual das freiras agostinianas de Santa Maria degli Angeli - duas freiras eram suas tias maternas e ali continuou seus estudos.
Ela teve sua primeira comunhão no final de sua infância, na qual - no calor e na emoção do momento - deixou cair a Hóstia que a obrigou a pegá-la do chão com a língua.
Em agosto de 1699, ela pediu permissão ao pai para ir ao internato dos beneditinos Spirito Santo. Antes de poder ir para lá, ela passou alguns meses com o pai e os irmãos nas montanhas ao redor do Lago d'Iseo, onde percebeu qual era sua verdadeira vocação religiosa.
Por volta desse ponto, aos treze anos, ela fez um voto a Deus no qual prometia permanecer virgem. Mas, aos dezesseis anos, vários pretendentes a abordaram e seu pai até mesmo a prometeu ao filho de um importante senador veneziano. Ele até cresceu a ponto de seus dois irmãos Nestore e Gianfrancesco a levarem a aceitar uma das ofertas. Seus pretendentes compraram seus livros e histórias de amor e ela de fato gostou deles - mas ela meditou sobre o fato de que tais histórias que lhe foram dadas eram "livros do Inferno".
Martinengo voltou do convento do Spirito Santo após a conclusão dos estudos em 1704 e anunciou ao pai e aos irmãos a intenção de se tornar freira Capuchinha Clarissa Pobre em 21 de dezembro de 1704. Seu confessor e empregados domésticos, assim como seu pai e irmãos, se opuseram a essa mudança quando ela a tornou pública. Apesar disso, no Natal de 1704 foi ao convento das Clarissas Capuchinhas de Santa Maria della Neve e se apresentou a elas com as palavras: "Quero ser santa". No entanto, ela foi obrigada a passar por um período de experiência que foi conduzido no Maggi College administrado por ursulinas.
Uma vez que ela entrou no convento com a idade de dezoito anos, ela foi descrita como "como cera" por sua aparência delicada. Em 8 de setembro de 1705 vestiu o hábito e assumiu o nome religioso de "Maria Maddalena" e se separou do pai e dos irmãos e do acontecimento disse: "Ó Deus! Como fiquei chateada". Martinengo foi posteriormente considerada inadequada para a vida capuchinha, mas com a mudança de mestra, ela recebeu apoio unânime em uma votação posterior. Emitiu a profissão solene em 8 de setembro de 1706.
Em 1708, um padre jesuíta deu uma série de exercícios espirituais de natureza jansenística. Ela temeu tanto o julgamento divino que contraiu uma forte febre que a deixou confinada à cama por um breve período de tempo.
Seu confessor a instruiu a compilar notas de sua vida e experiências e ela decidiu fazê-lo em espírito de obediência. Foi nomeada Mestra das Noviças aos 36 anos e feita abadessa em 1732; ela foi reeleita para esse cargo em 12 de julho de 1736.
Martinengo morreu de tuberculose em 1737 e quando a notícia de sua morte se espalhou por Brescia, as pessoas de toda a área a prantearam. Seus restos mortais estão localizados na igreja do convento das Freiras Clarissas Capuchinhas, na Via Arimanno 17, em Brescia.

## Beatificação
O processo de beatificação começou com o Papa Clemente XIII em 1 de setembro de 1762 e permitiu o início de dois processos diocesanos a serem realizados na Diocese de Brescia para a avaliação de seu tempo como religiosa professa e para investigar a maneira como ela conduziu a vida dela.
Em 5 de maio de 1778 ela foi proclamada Venerável depois que o Papa Pio VI reconheceu o fato de que Martinengo viveu uma vida modelo de virtude heroica que ele considerou que ela exemplificou em um grau favorável.
O reconhecimento de dois milagres atribuídos à sua intercessão direta permitiu ao Papa Leão XIII presidir a sua beatificação em 3 de junho de 1900. Os milagres em questão diziam respeito às curas de Isabella Groppelli Gromi e do futuro sacerdote Giuseppe Tosi.